# Ditassa macarenae
Ditassa macarenae är en oleanderväxtart som beskrevs av G. Morillo. Ditassa macarenae ingår i släktet Ditassa och familjen oleanderväxter. Inga underarter finns listade i Catalogue of Life.